# Danuta Stołecka
Danuta Stołecka (ur. 1 marca 1957 we Wrocławiu) – polska działaczka opozycji demokratycznej w PRL.

## Życiorys
Ukończyła polonistykę na Uniwersytecie Wrocławskim, gdzie w 1980 została współzałożycielką Niezależnego Zrzeszenia Studentów. Działała w Studenckim Komitecie Solidarności i Komitecie Obrony Robotników we Wrocławiu. W latach 1980–1981 pracowała w Międzyzakładowym Komitecie Założycielskim i Zarządzie Regionu NSZZ „Solidarność” na terenie Dolnego Śląska. Należała do redakcji czasopisma „Z Dnia na Dzień”. Podczas stanu wojennego była internowana na terenie Darłówka, Gołdapi i Wrocławia między 1981 a 1982 (nr decyzji 199). W latach 1984–1996 przebywała na emigracji, organizując przy tym pomoc dla opozycji antykomunistycznej.

### Życie prywatne
Córka Mariana i Danuty. Została wieloletnią przyjaciółką Jacka Kuronia.

## Poglądy
Jedna z kilkudziesięciu sygnatariuszy apelu byłych działaczy opozycji PRL o głos na Rafała Trzaskowskiego w drugiej turze wyborów prezydenckich w 2025. Analogiczny apel podpisała w 2020 w związku z przemocą, jakiej doświadczyły osoby LGBT+ na jednej z ich demonstracji ze strony policjantów.

## Ordery i odznaczenia
- Krzyż Oficerski Orderu Odrodzenia Polski (2006)[3]
- Odznaka honorowa „Wrocławska Wolność” (2021)[3]